# Hatsavan, Kotayk
Hatsavan là một đô thị thuộc tỉnh Kotayk, Armenia. Dân số ước tính năm 2011 là 615 người.